# Jean de Vaudémont
Jean de Vaudémont († 1509) est un fils illégitime d'Antoine de Vaudémont († 1458).
Il sera légitimé par Charles VIII le 20 mai 1488.
Il deviendra Lieutenant-général de l'armée vénitienne (1483), seigneur de Damvillers (1488), de Florennes et de Pesches (1494).
Il recevra ces 2 dernières seigneuries en récompense des services rendus par son oncle au siège de Nancy.
Il épousera Jeanne/Marie-Isabelle de la Marck, fille de Guillaume, le Sanglier des Ardennes, et cousine de Robert de la Marck, seigneur de Sedan. Il aura avec elle 3 enfants :
- Claude de Vaudémont, Seigneur de Florennes et de Pesches ; époux d'Anne de Liocourt (fille de Georges de Liocourt, seigneur de Brouaines, et de Claude d'Oriocourt). Ils auront 2 filles :
  - Renée, épouse de Jean de Glymes : d'où la suite des sires de Florennes.
  - Barbe, épouse d'Henry de Ghoor, Seigneur d'Andrimont, et par sa femme Baron de Pesches.
- Philippe, époux de Jean d'Issoncourt
- Jean († 15 Jun 1541), Prieur à Amel. Il eut 3 filles illégitimes qu'il reconnaitra le 9 septembre 1568, avec Mariette, épouse de François Lallemant : 
  - Marie Lallemant
  - Catherine Lallemant
  - Françoise Lallemant

Comme son père, il aura également un fils illégitime de mère inconnue :
- Ferry,  bâtard de Vaudémont

## Sources
- fmg.ac
- genealogy.euweb.cz